# Alepia pinna
Alepia pinna är en tvåvingeart som beskrevs av Bravo, Lago och Castro 2004. Alepia pinna ingår i släktet Alepia och familjen fjärilsmyggor. Inga underarter finns listade i Catalogue of Life.